# Challenge de France de handball 1983-1984
Navigation
Challenge de France 1983
Le Challenge de France 1983-1984 est une compétition disputée durant la saison 1983-1984 de handball en France. Elle remplace la Coupe de France qui n'est pas disputée cette saison-là.
Elle est remportée par l'ASPTT Strasbourg chez les femmes et par l'USAM Nîmes chez les hommes.

## Modalités
L'engagement des clubs n'est pas obligatoire. Le cas échéant, un droit d'engagement est exigé en début de saison.

### Compétition féminine
L'épreuve est ouverte aux clubs participant aux épreuves fédérales des Divisions Nationales I et II. Le format mis en place dépend du nombre d'engagés.

### Compétition masculine
L'épreuve est ouverte aux clubs participant aux épreuves fédérales des Divisions Nationales I, II et III ainsi qu'aux clubs de la compétition du niveau le plus haut de chaque ligue régionale. La première journée n'oppose que des équipes évoluant en compétition régionale. L'entrée en compétition des équipes de Niveau fédéral Nationale III, II et 1 se fait successivement en fonction du schéma de la compétition suivant le
nombre des engagés.

## Compétition féminine

### Première phase
Les résultats ne sont pas connus.

### Quarts de finale
Les résultats des quarts de finale sont :
- Montpellier UC - HBC Aix-en-Savoie : 13-17
- Paris UC - SA Mérignac : 28-25
- ES Colombes - ES Besançon : 20-18
- ASPTT Strasbourg - US Dunkerque : 34-30

### Demi-finale
Les résultats des demi-finales sont :
- HBC Aix-en-Savoie - Paris UC 13-9
- ASPTT Strasbourg- ES Colombes 28-19

### Finale
Les résultats de la finale sont :
- ASPTT Strasbourg - HBC Aix-en-Savoie : 15-13

## Compétition masculine

### Première phase
Les résultats ne sont pas connus.

### Seizièmes de finale
Les résultats des seizièmes de finale sont :
- USAM Nîmes - CSM Marignane 26-21
- HBC Sedan - ASPTT Metz 20-29
- US Ivry - Bordeaux EC 36-19
- ES Montgeron  - ASPOM Bordeaux 28-26
- HBC Loriol - Stade clermontois : 20-19
- HBC Aix-en-Savoie - HBC Villeurbanne : 29-28
- Rhodia Sport Péage de Roussillon - AG Montbard : 34-25
- JS Champagne - COR Elbeuf 22-15
- Asnières Sports - Dieppe UC 25-29
- ASPTT Evreux - AC Boulogne-Billancourt 16-38
- CSM Livry-Gargan - PL Lorient : 23-25
- USM Gagny - ES Besançon 29-26
- ES Falaise - Réveil de Nogent 28-24
- AS Mantes - ESM Gonfreville : 33-32
- AL Mons - APAS Paris : 23-24
- FC Sochaux - SS Voltaire : 25-17

### Huitièmes de finale
Les résultats des huitièmes de finale sont :
- HBC Loriol - USAM Nîmes : 20-28
- Rhodia Sport Péage de Roussillon - HBC Aix-en-Savoie : 16-19
- AS Mantes - US Ivry : forfait d'Ivry
- Dieppe UC - AC Boulogne-Billancourt : 23-35
- APAS Paris - ES Falaise : 30-19
- US Champagne Sports - PL Lorient : 23-28
- USM Gagny - FC Sochaux : 33-32
- ASPTT Metz - ES Montgeron 20-19

### Quarts de finale
Les résultats des quarts de finale sont :
- PL Lorient - AS Mantes 29-28
- APAS Paris - USM Gagny 22-20
- AC Boulogne-Billancourt - ASPTT Metz 24-25
- HBC Aix-en-Savoie - USAM Nîmes 15-22

### Demi-finale
Les résultats des demi-finales sont :
- PL Lorient - APAS Paris : 25-27
- USAM Nîmes - ASPTT Metz : 30-23

### Finale
Les résultats de la finale sont :
- USAM Nîmes - APAS Paris : 30-25